# Kratoysma gliricidiae
Kratoysma gliricidiae är en stekelart som beskrevs av Christer Hansson och Ronald D. Cave 1993. Kratoysma gliricidiae ingår i släktet Kratoysma och familjen finglanssteklar.
Artens utbredningsområde är Honduras. Inga underarter finns listade i Catalogue of Life.